# Penny Johnson Jerald
Penny Johnson Jerald (Baltimore, 14 maart 1961) is een Amerikaanse actrice.
Na een acteeropleiding aan de befaamde New Yorkse Juilliard School begon ze haar acteercarrière met kleine gastrolletjes. In 1989 had ze een rol in Do The Right Thing en van 1984 tot 1986 speelde ze in de televisieserie The Paper Chase. Van 1992 tot en met 1998 speelde ze 55 afleveringen lang de assistent van Larry Sanders in The Larry Sanders Show.
In 1997 was ze te zien in de film Absolute Power, van 1995 tot en met 1999 speelde ze in 17 afleveringen van Star Trek: Deep Space Nine waarin ze de rol van Kasidy Yates speelde, een kapitein van een goederenschip. Daarna speelde ze in de televisiefilm The Color of Friendship, die met een Emmy Award werd bekroond.
Terwijl ze daarvoor voornamelijk gastrollen had, waaronder in ER, The X-Files en Family Law, kreeg ze in 2001 een belangrijke rol in de destijds nieuwe televisieserie 24. Ze speelde de rol van Sherry Palmer, de vrouw van presidentskandidaat David Palmer. David Palmer werd gespeeld door Dennis Haysbert, met wie ze samen ook al eens had gespeeld in Absolute Power en The Writing on the Wall.
Aan het einde van het derde seizoen, in 2004, werd ze uit de serie geschreven.
In totaal speelde Jerald twee keer de rol van Condoleezza Rice, in 2003 in de televisiefilm DC 9/11: Time of Crisis en in 2006 in The Path to 9/11, een miniserie over de terroristische aanslagen op 11 september 2001.
Jerald doet naast het acteren ook acteerworkshops en de produceert en regisseert theaterstukken voor Outreach Christian Theater Company, een theaterbedrijf dat zij en haar man, de jazzmuzikant Gralin Jerald, in 1994 oprichtten. Jerald en haar man zijn sinds 1982 getrouwd en samen hebben ze één volwassen dochter, Danyel.
In 2007 speelde ze in enkele afleveringen van de televisieserie October Road en de serie Eve. In 2005 had ze een klein rolletje in de film Rent.
Van 2011 tot 2015 speelde ze de rol van Captain Victoria Gates in de ABC serie Castle.
Sinds 2017 speelt ze een hoofdrol in de sciencefiction serie The Orville als dokter Claire Finn.